# Irène Zack
Pour les articles homonymes, voir Zack.
Irène Zack, née en Russie en octobre 1918 et morte le 4 avril 2013 à Meudon (France), est une sculptrice française d'origine russe. Elle a vécu à Vanves. Elle est la fille du peintre Léon Zack.

## Biographie
De cette sculptrice, la critique d'art Lydia Harambourg a écrit:  « Irène Zack s'est spontanément tournée vers l'abstraction, seule jugée apte à exprimer sa vérité, son unité intérieure, loin de tous courants et en totale indépendance. De ses débuts qui la virent travailler la mosaïque, elle a gardé un souci d'ordre et d'équilibre, d'harmonie entre les formes, les interférences entre les espaces détenteurs de résonances colorées et lumineuses. ». Brancusi professait : « C'est en taillant la pierre que l'on découvre l'esprit de la matière. La main pense et suit la pensée de la matière ». Irène peut revendiquer cet acte de foi. À l'intersection des cultures et des mouvements esthétiques pluriels, la sculptrice Irène a pris sa place, avec humilité, mais fermeté. Sa fascination pour la vie, une et multiple, mais toujours imprévisible, enfouie dans la matière réveillée par des mains amoureuses, lui a fait mener son œuvre dans une voie dont on ne peut nier l'authenticité. Engagement qui convoque simultanément le naturalisme et le symbolique, le géométrique et la métaphore, pour une symbiose intemporelle avec la nature en communion avec les hommes. »
Jeune artiste, elle devient, à partir de 1944, membre du mouvement artistique de la « Maîtrise de Nimy » dans la petite localité de Nimy, à proximité de la ville de Mons. Ce mouvement avait l'ambition d'élever la production de céramiques de la faïencerie de Nimy au niveau de l’Art. 
Par la suite, Irène Zack a surtout travaillé la pierre et le marbre. Dans ses dernières années, l'âge l'empêchant de manipuler des blocs trop lourds, elle dessine et réalise des pastels. Elle a montré ses premières sculptures en 1962, au musée des arts décoratifs de Paris et n’a depuis, jamais cessé d’exposer, tant en France qu'à l'étranger.
Elle a obtenu de nombreuses commandes publiques et a collaboré avec la Monnaie de Paris. Une monographie lui a été consacrée en 2008 par Lydia Harambourg. Une exposition consacrée à Irène Zack a eu lieu du 26 novembre 2009 au 12 janvier 2010 à la galerie Gimpel & Müller à Paris.